# Stubaitalstraße
Die Stubaitalstraße (B 183) ist eine 13,0 km lange Landesstraße in Österreich. Sie führt von Schönberg (Abzweigung von der Brennerstraße B 182) durch das Stubaital über Mieders und Fulpmes nach Neustift. Von dort setzt sie sich als Ranalter Straße (L 232) bis Ranalt fort und führt weiter bis zur Mutterbergalm und der Talstation der Stubaier Gletscherbahn.

## Geschichte
Die touristische Erschließung des Stubaitals begann am 15. Juni 1891, als eine im Sommer regelmäßig verkehrende Postkutschenverbindung von Innsbruck bis Neustift eingerichtet wurde.
Die Stubaierstraße bis Fulpmes sollte ab 1899 im Rahmen eines Straßenbauprogramms als Konkurrenzstraße ausgebaut werden. In der österreichischen Rechtssprache bezeichnet Konkurrenz die gemeinsame Finanzierung eines Projektes durch verschiedene Institutionen, von denen jede einen gesetzlich festgelegten Prozentsatz der Instandhaltungskosten übernimmt. In diesem Fall übernahm
- das Kaiserreich Österreich 30 %
- das Land Tirol 45 %
- die angrenzenden Gemeinden 25 %

der geplanten Baukosten in Höhe von 145.200 Gulden.
Diese Straßenbaupläne wurden jedoch nicht verwirklicht, stattdessen wurde die Stubaitalbahn erbaut.
Die Stubaital Straße bis Neustift gehört seit dem 1. Jänner 1949 zum Netz der Bundesstraßen in Österreich.
Am 15. Mai 2002 wurde der Name vom Tiroler Landtag in Stubaitalstraße geändert.